# Peter van Anrooy

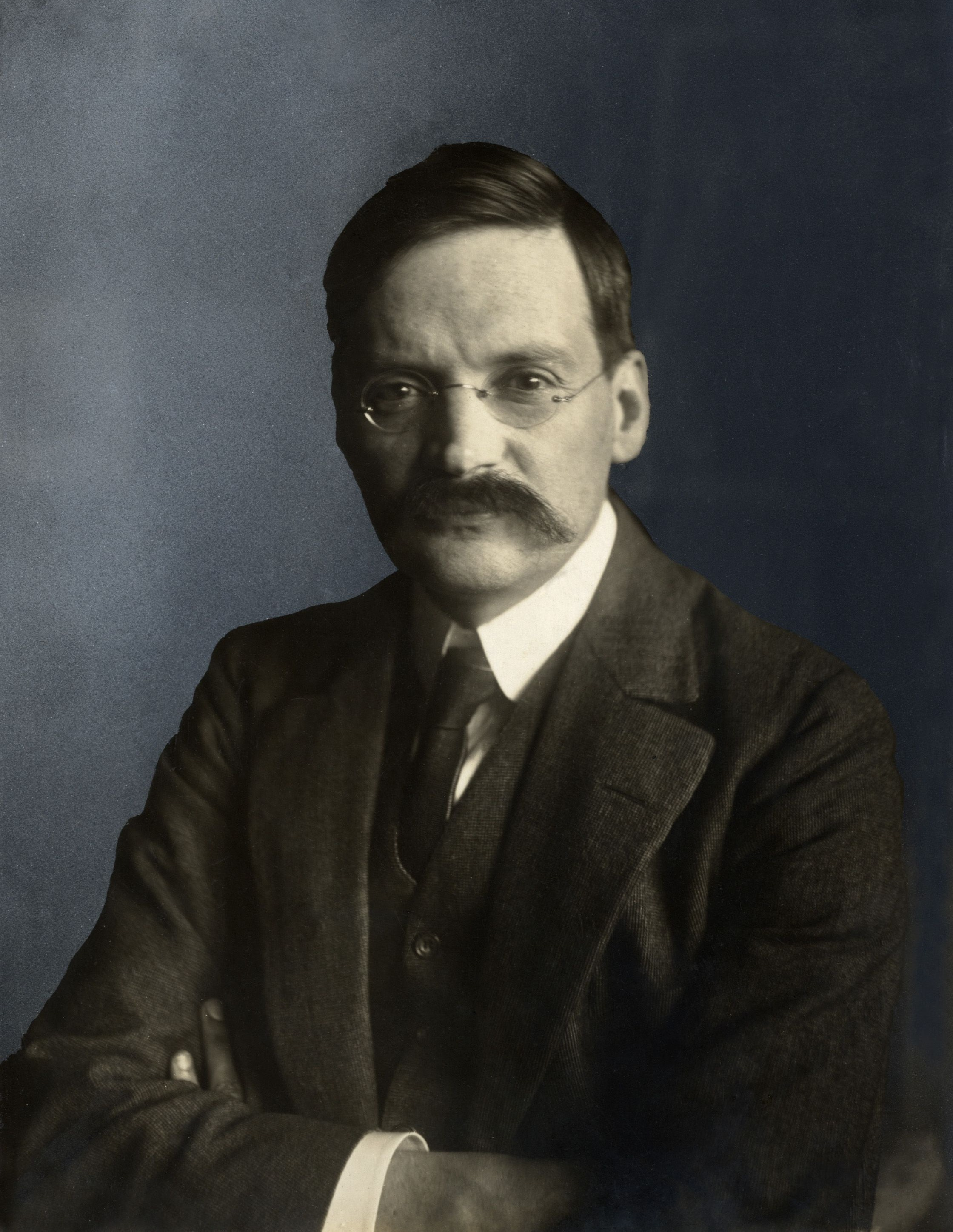
Peter van Anrooy um 1917

Peter Gijsbert van Anrooij (geboren 13. Oktober 1879 in Zaltbommel; gestorben 31. Dezember 1954 in ’s-Gravenhage), bekannt als Peter van Anrooy, war ein niederländischer Komponist und Dirigent. Van Anrooy wuchs in Utrecht auf.

## Studium
Von 1890 bis 1899 studierte er Klavier, Geige und Komposition bei Johan Wagenaar an der Toonkunst Muziekschool in Utrecht.
Er studierte anschließend Dirigieren bei Willem Kes in Dresden und in Moskau, wo er auch Kurse zum Kontrapunkt bei Sergei Iwanowitsch Tanejew belegte. Im Jahr 1900 komponierte er sein bekanntestes Werk, die Piet Hein Rhapsodie für Orchester, basierend auf dem Lied De Zilvervloot von Joannes Josephus Viotta und Jan Pieter Heye.

## Wirken
Er war Dirigent der Groninger Orkest Vereeniging (1905–1910), der Arnhemsche Orkest Vereeniging (1910–1917) und des Residentie Orkest in Den Haag (1917–1935).
Van Anrooy war bekannt für seine Standhaftigkeit. So weigerte er sich am 5. Januar 1937 auf einem Galakonzert in Den Haag im Vorfeld der Hochzeit von Kronprinzessin Juliana und Prinz Bernhard zur Lippe-Biesterfeld, in Anwesenheit der beiden und der Königin Wilhelmina, das nationalsozialistische Horst-Wessel-Lied zu dirigieren. Die deutschen Diplomaten, die bei der Feierlichkeit anwesend waren, hatten dies verlangt. Das Lied wurde zwar gespielt, aber Van Amrooy wurde ersetzt durch Coenraad Lodewijk Walther Boer, den Dirigenten der Königlichen Militärkapelle.
Von 1947 bis kurz vor seinem Tod leitete Van Anrooy die AVRO-Radio Rubrik Inleiding tot muziekbegrip (Einführung ins Musikverständnis).
Sein Grab befindet sich auf dem Friedhof Oud Eik en Duinen in Den Haag.

## Werke (Auswahl)
- Marsch für Klavier vierhändig, (1891)
- Klavierquartett, (1896)
- Introductie en Scherzo für Orchester, (1896)
- Ouvertüre für Orchester in F, (1897)[2]
- Piet Hein Rhapsodie für Orchester (1898)[3]
- Romance in e-Moll für Bratsche und Klavier (1900)